# Pólus Károly
Pólus Károly (Cegléd, 1937. október 30. – 2021. március 24.) magyar orvos, onkológus, fül-orr-gégész.

## Életrajza
Édesapja dr. Pólus Károly (1905–1984) körzeti orvos Kocséron majd Nagykőrösön. Édesanyja, Máthé Róza (1903–1974) festőművésznek tanult a Magyar Képzőművészeti Egyetemen 1927-től 1931-ig http://www.mke.hu/about/hallgatoi_adatbazis.php/m Archiválva 2021. szeptember 26-i dátummal a Wayback Machine-ben, házasságkötésük után feleségként és családanyaként élt. A középiskolát a nagykőrösi Arany János Gimnáziumban, majd az orvosi egyetemet a Szegedi Tudományegyetem Általános Orvosi Karán végezte, ahol 1962-ben diplomázott.
1962-től a Ceglédi Városi Kórház röntgen osztályán volt segédorvos. 1964-től 1974-ig a Pest Megyei Tanács Semmelweis Kórházának (a mai Szent Rókus Kórház) gége-osztályára került, ahol a nemzetközileg is elismert prof. Réthi Aurél, dr. Götze Árpád sen., dr. Székely Tamás, dr. Jasper Antal és dr. Bánhidy Ferenc professzorok szakmai irányítása alatt tanult és dolgozott. Eközben 1968-ban fül-orr-gégészet szakvizsgát is tett jeles eredménnyel. 1974-ben jött létre az első magyar fej-nyak sebészeti osztály az Országos Onkológiai Intézetben professzor dr. Bánhidy Ferenc vezetésével, ahová ebben az évben került adjunktusként.
Több külföldi tanulmányúton is részt vett. 1979-ben a Szovjetunió Orvostudományi Akadémiájának Onkológiai Intézetében, majd 1981-ben a Stockholmi Karolinska Egyetem Fül-orr-gége Klinikáján, 1987-ben az Esseni Szájsebészeti Klinikán. 1980-ban klinikai onkológiai szakképesítést is szerzett. 1981-ben meghívott előadóként vett részt a IV. Cryotherapiás Világkongresszuson, amely után, még ebben az évben megszervezte a Magyar Onkológus Társaságon belül a Cryotherapiás Szekciót. 1984-ben A fej-nyaki daganatok cryotherapiája című értekezésével kandidátusi fokozatot nyert el, amelyet 1993-ban PhD-re módosítottak. 
1988-ban az Orvostovábbképző Egyetem Tanácsának javaslatára címzetes egyetemi docens címben részesítették. Dr. Pólus Károly, Bánhidy professzor úr utódaként 1998-tól 2010-ig vezette az Országos Onkológiai Intézet Fej-nyaksebészeti Osztályát és honosította meg Magyarországon a fej-nyak- sebészeti krioterápiát, fejlesztette rutin eljárássá a lézer alkalmazását, a gégészeti mikrosebészetet és tanított több fej-nyak sebész generációt az anatómiai alapú, ablasztikus daganatsebészetre. A szakma igényeinek megfelelően nyitott a pajzsmirigysebészet felé, vezetése alatt vált az osztály az ország egyik kiemelkedő pajzsmirigydaganat sebészeti központjává. https://onkol.hu/betegeknek/fekvobeteg/fej-nyak-sebeszeti-osztaly/ Archiválva 2021. április 14-i dátummal a Wayback Machine-ben 2013-ig aktív orvosként tevékenykedett, majd 2019-ig önkéntes segítőként dolgozott. 
Első házasságából két fia, a másodikból, nevelt fia mellett egy lánya született. Tizenkét unokája vette körbe, és okozott számára sok örömet. Szerette a színházat, a zenét, de az igazi szenvedélye mindig is a szakmája és a betegei voltak, akiken segíthetett. 48 tudományos közleménye jelent meg hazai és külföldi szaklapokban.

## Művei, publikációi
- Kásler Miklóssal 1991-ben megjelentették „A gége, a légcső és az algarat sebészeti műtéttana” című. könyvet. https://www.antikvarium.hu/konyv/kasler-miklos-polus-karoly-a-gege-a-legcso-es-az-algarat-sebeszeti-mutettana-9586
- Részletet írt „Az Onkologia Alapjai” című, Kásler Miklós által 2011-ben szerkesztett egyetemi tankönyvben. https://www.medicina-kiado.hu/kiadvanyaink/szak-es-tankonyvek/onkologia/az-onkologia-alapjai-egyetemi-tankonyv-2-javitott-bovitett-kiadas/

## Elismerései, kitüntetései
- 1990 Kiváló orvos (Minisztertanácsi határozat alapián)
- 2000 Réthi Aurél-emlékérem (Magyar Fül-orr-gégeorvosok Fej-nyaksebészeti Szekciója)
- 2006 Pro Patiente díj (Országos Onkológiai Intézet Főigazgató)
- 2013 Pro Patiente díj (Országos Onkológiai Intézet Főigazgató)

## Tudományos társasági tagságai
- Magyar Fül-orr-gége Orvosok Egyesületének, 1994-től több cikluson át vezetőségi tagja
- Magyar Onkológus Társaságnak
- Magyar Orvosi Laser Társaságnak
- International Society of Cryosurgery-ne
- American College of Cryosurgery-nek,
- International Union Against Cancer (UiCC)
- Magyar Tudományos Akadémia Klinikai I. Orvostudományi Szakbizottságának

## További információ
- Ex libris Dr. Pólus Károly